# Жезказганський ботанічний сад
Жезказганський ботанічний сад розташований за 4 км на південь від м. Жезказган (нині в Карагандинській області), на правому березі річки Кара-Кенгір.

## Опис
Площа території ботанічного саду — 62 га. На території можна знайти близько 1500 сортів вищих рослин, із них прибл. 350 видів дерев та чагарників, 470 декоративних рослин, 240 плодово-ягідних рослин, 60 овочів. 22 види — інтродуковані ендеміки.

## Історія
1957 року під керівництвом академіка Каниша Сатпаєва на території колишньої науково-дослідної бази створюється відділ Інституту ботаніки Казахстану. У 1966 відділ був реорганізований в самостійний науковий заклад «Жезказганський ботанічний сад».
Крім наукової діяльності, за радянських часів ботанічний сад займався озелененням міста спільно з організацією «Зеленбуд».
Після розпаду СРСР стан справ значно погіршився, проте ботанічний сад не припинив роботу. Найбільш серйозну одномоментну шкоду було завдано в жовтні 2009 року, коли при ліквідації сухостою були вирубані живі колекційні дерева та насадження в захисній смузі.
У 2011 році у Жезказганському, а також Головному (Алматинському) та Ілійському ботанічному садах розпочалися роботи з капітального ремонту. Кошти були виділені Міністерством освіти та науки Казахстану.

## Проблеми
Із 2000 року «Жезказганський ботанічний сад» перестав бути самостійною державною науковою установою і з того моменту перебуває у підпорядкуванні «Інституту ботаніки та фітоінтродукції», будучи його філією. У зв'язку з цим у «Жезказганського ботанічного саду» спостерігаються проблеми з необхідним фінансуванням на обслуговування та підтримання саду, а також низькими зарплатами персоналу, оскільки необхідне бюджетне фінансування з «Міністерства екології» надходить не безпосередньо до саду, а через алматинський «Інститут ботаніки та фітоінтродукції», керівництво якого самостійно вирішує долю подальшого розподілу бюджетних фінансових коштів і може залишити значні кошти, що виділяються, за своєю організацією.

## Діяльність
Основними напрямками наукових досліджень ботанічного саду є:
- Інтродукція інорайонних та місцевих декоративних та корисних рослин.
- Вивчення біоекологічних особливостей росту та розвитку інтродукованих рослин у несприятливих ґрунтово-кліматичних умовах.
- Розробка методів культивування, селекції, відбору нових форм.
- Упровадження найбільш перспективних видів та сортів у зелене будівництво та рослинництво.
- Накопичення та збагачення наукового та виробничого досвіду з інтродукції рослин та зеленого будівництва у містах.
- Науково-просвітницька робота з біології рослин, декоративного садівництва та квітництва.

Незважаючи на відсутність у сучасному Жезказгані централізованої системи озеленення, ботанічний сад співпрацює з різними корпораціями (наприклад, із ТОВ «Казахмис»), проводячи озеленення територій у приватному порядку.

## Юридичний статус
Із 1966 по 2000 роки був юридично самостійною науковою установою «Державна установа „Жезказганський ботанічний сад“» Академії Наук Казахської РСР (Казахстану).
Із 2000 року по сьогодні не має юридичної самостійності та офіційного статусу, є філією «ДКП на ПХВ „Інститут ботаніки та фітоінтродукції“».

## Природоохоронний статус
Із 2006 року Жезказганський ботанічний сад включений до переліку особливо охоронюваних природних територій республіканського значення, що запобігло його потенційній ліквідації та розпродажу земельних ділянок.